# Kongregace kněží mariánů
Kongregace kněží mariánů, úplný název Kongregace kněží mariánů Neposkvrněného početí Panny Marie (latinsky Congregatio Clericorum Marianorum sub titolo Immaculatae Conceptionis Beatissimae Virginis Mariae, zkratka MIC), či jen mariáni je římskokatolický řeholní řád polského původu.

## Historie
Kongregace Mariánských řeholních otců Neposkvrněného početí Nejsvětější Panny Marie (MIC) byla založena v roce 1673 polským knězem a pozdějším světcem Stanisławem Papczyńským a obnovena v roce 1909 litevským biskupem Jurgisem Matulaitidem.
Dnes společenství mariánů působí v mnoha zemích po celém světě. Podle vlastního prohlášení jsou její členové připraveni sloužit Církvi prostřednictvím různých děl, která odpovídají aktuálním potřebám. Generálním představeným řádu je od roku 2023 Joseph Gerard Roesch MIC.
V letech 1988–1996 měli mariáni své pobočky v hornobavorském poutním kostele Panny Marie Bolestné ve Vilgertshofenu v okrese Landsberg am Lech a do roku 2018 sloužili v klášteře Obermedlingen nedaleko Augsburku.
Mariáni se nesmí zaměňovat s Marianisty a Maristy.